# Loren Nunataks
I Loren Nunataks sono una sequenza di nunatak (picchi rocciosi isolati) antartici, situati 6 km a est dei Rivas Peaks nel Neptune Range, che fa parte dei Monti Pensacola in Antartide.
I nunatak sono stati mappati dall'United States Geological Survey (USGS) sulla base di rilevazioni e foto aeree scattate dalla U.S. Navy nel periodo 1956-66.
La denominazione è stata assegnata dall'Advisory Committee on Antarctic Names (US-ACAN) in onore di Loren Brown, Jr., meccanico di aerei presso la Ellsworth Station durante l'inverno 1958.